# Cây Lotus
Cây Lotus (tiếng Hy Lạp: λωτός, lōtós) là một loại cây xuất hiện trong hai câu chuyện của thần thoại Hy Lạp:
- Trong Odyssey của Homer, cây Lotus mọc ra quả gây ra tình trạng lơ mơ dễ chịu và là nguồn thực phẩm duy nhất của người dân trên hòn đảo gọi là Lotophagus hay tạm gọi là những người ăn sen. Khi họ ăn quả của cây Lotus thì họ sẽ lãng quên bạn bè và quê hương, không còn mong muốn trở về quê nhà để sống một cuộc đời hưởng lạc trên đảo.[1] Các loài thực vật có thể là ứng viên để chỉ cây Lotus có thị sen (Diospyros lotus), một loài cây gỗ gần như thường xanh bản địa châu Phi, có thể mọc cao tới 7,6 m (25 ft) với những bông hoa màu xanh lục ánh vàng.[2]
- Trong Biến hình ký (Metamorphoses) của Ovid,[3] thần nữ Lotis là người con gái đẹp của Poseidon, vị thần biển. Để chạy trốn khỏi sự đeo đuổi đầy bạo lực của thần Priapus, vị thần nữ này đã khẩn cầu sự giúp dỡ của các vị thần và đã được biến thành cây Lotus.[4]

Cây Lotus cũng được đề cập trong Sách Job (Ước Bá ký) 40:21-22, đoạn nói tới một sinh vật to lớn trông giống như hà mã, được nhắc tới trong đó như là "behemoth" (con thú kếch xù). Đoạn văn tạm dịch sang tiếng Việt: "Nó nằm dưới cây lotus, trong bụi lau sậy và đầm lầy. Những cây lotus che phủ nó bằng bóng râm của chúng; những cây liễu bên bờ suối bao quanh nó." (NAB)

## Một số ứng viên
Do từ lôtos trong tiếng Hy Lạp có thể dùng để chỉ nhiều loài cây khác nhau, nên sự mơ hồ ở đây là từ "lotus" trong Odyssey là chỉ tới loài cây nào. Một số loài được đề xuất ở đây, dựa phần nào vào khẳng định của Herodotus, bao gồm:
- Các loài cỏ ba lá dùng làm cỏ khô như các loài thuộc các chi Trifolium, Melilot, Trigonella hay Lotus corniculatus hoặc Medicago arborea.
- Quả ngọt và mọng thịt của loài thị sen (Diospyros lotus).
- Một loài hoa súng nào đó, có thể là Nymphaea lotus, Nymphaea caerulea hay Nymphaea stellata. Một số nghiên cứu gần đây chỉ ra rằng loài súng lam sông Nin (Nymphaea caerulea), hay còn gọi là súng lam (đã được biết đến dưới tên gọi này đối với người Hy Lạp), là một ứng viên có thể khác nữa.
- Cơm nguội châu Âu (Celtis australis).
- Ziziphus lotus hay táo Berber, một họ hàng gần của táo tàu

### Hình ảnh

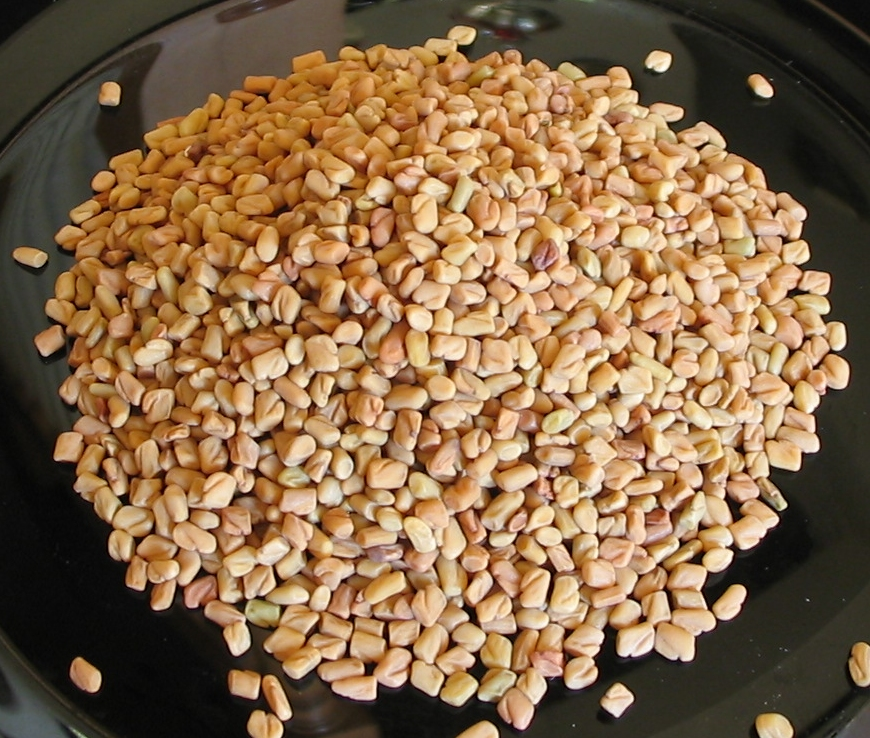
Hạt cỏ ca ri (Trigonella foenum-graecum).
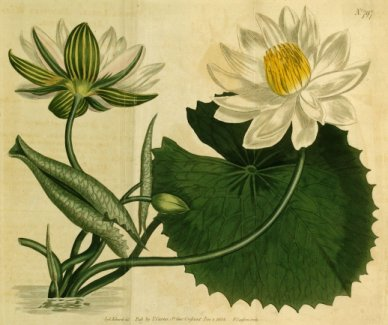
Nymphaea lotus.
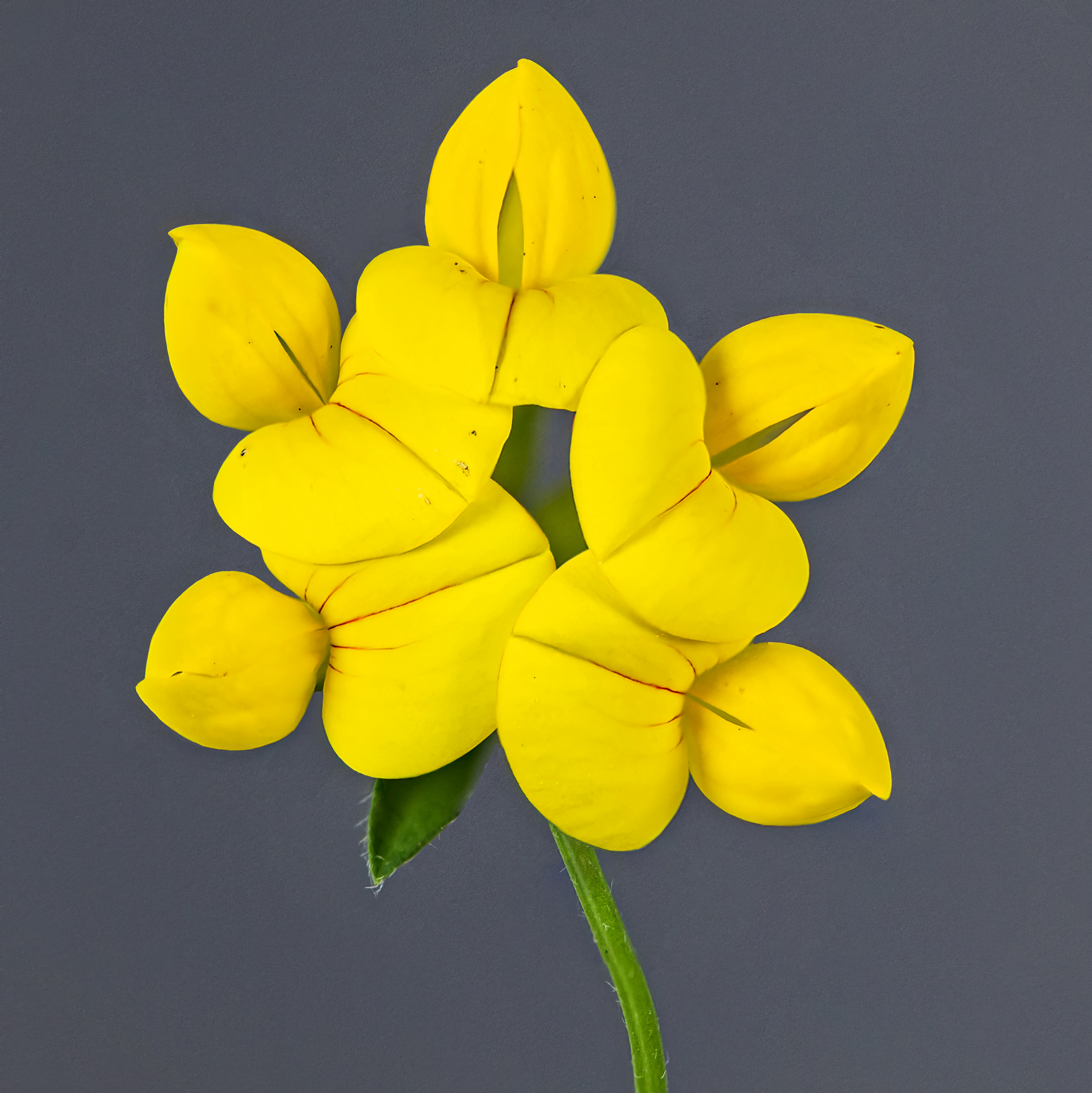
Lotus corniculatus.
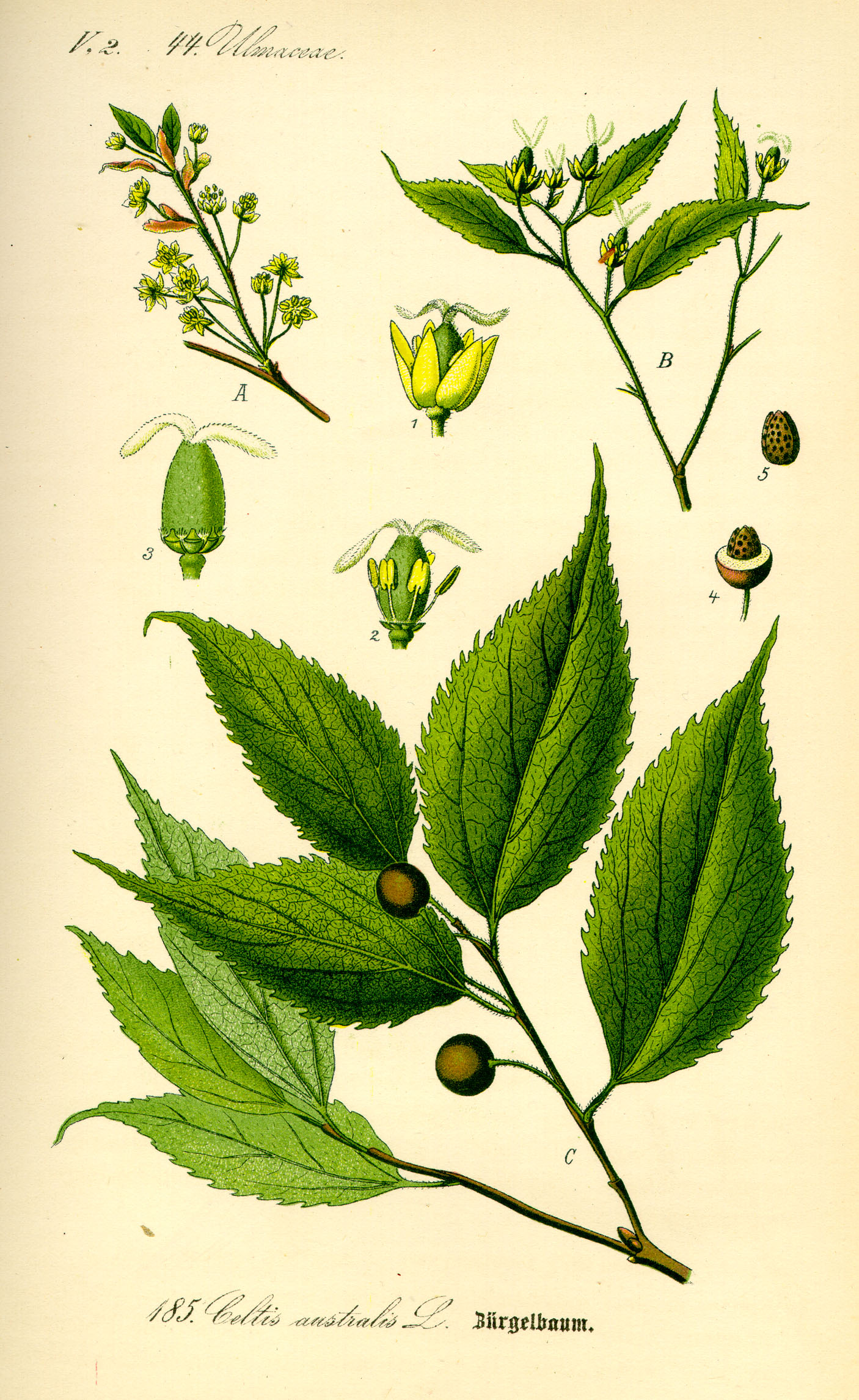
Celtis australis.
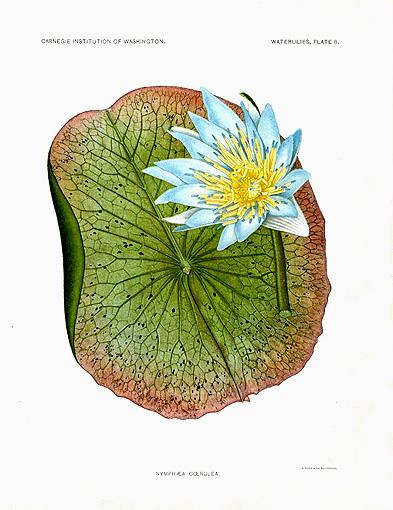
Nymphaea caerulea.